# Éric Prungnaud
Pour les articles homonymes, voir Prungnaud.
 (octobre 2018).
Éric Prungnaud est un scénariste français, né le 22 août 1959. Il a écrit des scénarios pour la télévision, la radio et la bande dessinée.

## Biographie
Éric Prungnaud est titulaire d'une licence de géographie. Il exerce ensuite la fonction de technicien sur des tournages vidéos. Il écrit des sketches pour la télévision puis il rédige, pour une émission de radio, le texte Mauvaises Ondes. Son premier travail dans la bande dessinée porte sur Salomé, publié en 2005.

## Œuvres
(octobre 2018).

### Scénariste pour la télévision
Il a écrit ou co-écrit des scénarios pour plusieurs séries françaises :
- série Père et Maire (TF1)
  - 2006, Épisode 17 : Nicolas, co-scénariste avec Emmanuelle Chopin
  - 2007, Épisode 19 : Poids plume, co-scénariste avec Marie-Hélène Bizet
- série Otages : scénario, adaptation, dialogues. Coécrit avec Pierre Lemaitre
- série Engrenages, saison 3, épisode 5 : adaptation
- série Injustice (TF1), épisode "Affaire Vauthier". Co-écrit avec Pierre Lemaitre
- série Jeff et Léo : Flics et Jumeaux (M6), épisode "Le Placard". Co-écrit avec Marie Dujardin
- série La Crim' (France2). Co-écrit avec Sylviane Corgiat
  - épisodes Sacrifice, Camille, Abnégation, Enfance volée, Le secret, Taxi de nuit, Douleur assassine
- série Elodie Bardford (M6), épisode Sang d’Encre. Co-écrit avec Emmanuelle Choppin
- série Diane, femme flic (TF1), épisode L’amour d’un fils. Co-écrit avec Emmanuelle Choppin
- série Commissariat Bastille (TF1), épisode "Compte à Rebours". Co-écrit avec Rémy Tarrier
- série Les Duettistes (TF1) : 
  - Le môme Co-écrit avec Kristelle Mudry
  - Jeunes proies Co-écrit avec Anita Rées
- série Navarro (TF1) :  
  - Vengeance Aveugle Co-écrit avec Georges Moréas
  - Suicide de flic : Scénario, adaptation, dialogue
  - Verdict : Scénario, adaptation, dialogue
  - Le Fils Unique Co-écrit avec Sylviane Corgiat
  - Coups Bas Co-écrit avec Sylviane Corgiat
  - Triste Carnaval : Scénario, adaptation, dialogue
- série Cordier (TF1), épisode Le petit juge
- série Intrigues (TF1), épisodes "Remords", "Judas", "Dernier Souffle" et "Anne ma sœur Anne"

### Scénariste de bande dessinée
- série Salomé, scénario d'Éric Prungnaud, dessins de Giuseppe Palumbo 
  - La Noyée du Tibre (Les Humanoïdes Associés coll. « Dédales », 2005)
  - Les Adorateurs de Ranactès (2006)

### Scénariste pour la radio
- Mauvaises ondes, fiction de 18 minutes. Lauréat d'un concours de fiction radio organisé par OFREDIA et la SACD. Les acteurs choisis pour l'interprétation de ce texte sont Fabrice Luchini, Claude Piéplu, Ronny Coutteure et Irène Jacob.
- Confession (France Culture), pièce radiophonique de 58 minutes